# Thomas Adès
Thomas Adès CBE (* 1. März 1971 in London)  ist ein englischer Komponist, Dirigent und Pianist.

## Leben
Adès studierte Klavier bei Paul Berkowitz und Komposition bei Robert Saxton an der Guildhall School of Music and Drama, London. 1989 bis 1992 setzte er seine Studien bei Alexander Goehr und Robin Holloway am King’s College in Cambridge fort. 1993 bis 1995 war er Composer in Residence beim Hallé Orchestra. 1998 wurde er Professor für Komposition an der Royal Academy of Music in London, von 1999 bis 2008 war er künstlerischer Direktor des Aldeburgh Festivals.

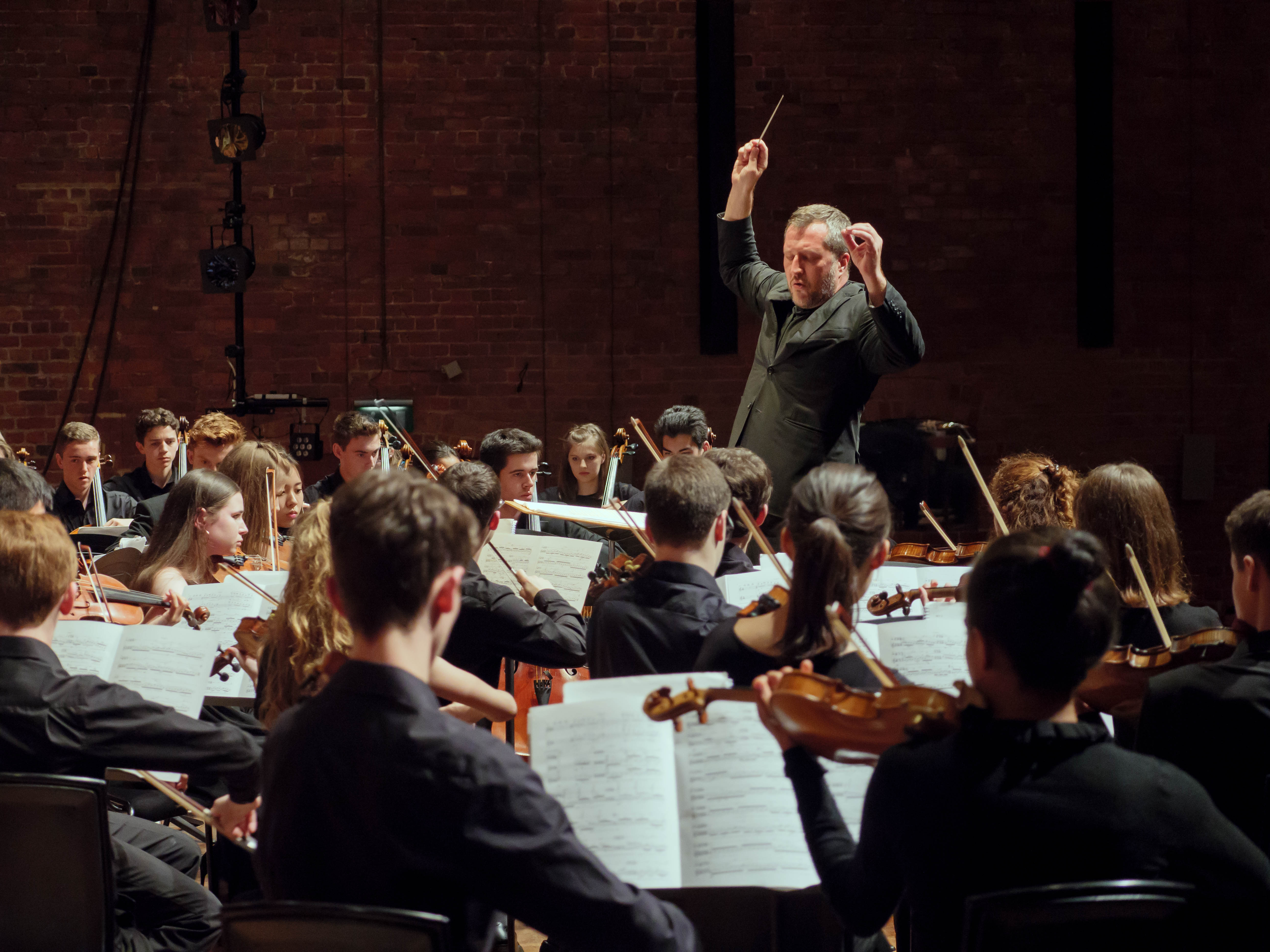
Thomas Adès und das National Youth Orchestra of Great Britain, 2017

Seine Werke werden von vielen bedeutenden Orchestern, Dirigenten und Solisten in aller Welt aufgeführt. Seine erste Oper Powder Her Face (1995) wurde weltweit aufgeführt und im Fernsehen auf Channel 4 übertragen. Simon Rattle dirigierte Adès’ Orchesterstück Asyla erstmals zur Uraufführung 1997 mit dem City of Birmingham Symphony Orchestra und erneut 2002 bei seinem Antrittskonzert als Chefdirigent der Berliner Philharmoniker. Die zweite Oper The Tempest, ein Auftragswerk des Royal Opera House Covent Garden in London, kam dort im Februar 2004 zur Uraufführung. Die dritte Oper The Exterminating Angel feierte 2016 bei den Salzburger Festspielen Premiere.

## Auszeichnungen
Zu den zahlreichen Auszeichnungen, mit denen er bis heute geehrt wurde, zählen: der Paris Rostrum (1994), der Royal Philharmonic Society Music Award (1997), der Elise L. Stoeger Award (1998), der Preis der Osterfestspiele Salzburg (1999), der Münchener Ernst von Siemens Musikpreis für Junge Komponisten (1999), der Grawemeyer Award (2000), der Hindemith-Preis (2001) und der Léonie-Sonning-Musikpreis (2015). 2014 wurde er auswärtiges Ehrenmitglied der American Academy of Arts and Letters. Am 8. Oktober 2015 wurde Adès in den Vorstand der Europäischen Musiktheater-Akademie gewählt. Für 2022 wurde er mit dem BBVA Foundation Frontiers of Knowledge Award ausgezeichnet.

## Kompositionen
- 1989
  - The Lover in Winter (Countertenor und Klavier)
- 1990
  - Five Eliot Landscapes, op. 1 (Sopran und Klavier)
  - Chamber Symphony, op. 2
  - O thou who didst with pitfall and gin, op. 3a (Männerstimmen)
  - Gefriolsae Me, op. 3b (Männerstimmen und Orgel)
- 1991
  - Catch, op. 4 (Klarinette, Klavier, Violine, Cello)
- 1992
  - Fool’s Rhymes, op. 5 (SATB Chor und vier Solisten)
  - Under Hamelin Hill, op. 6 (Orgel, 1–3 Solisten)
  - Darknesse Visible (Klavier)
- 1991–1992
  - Still Sorrowing, op. 7 (Klavier)
- 1993
  - Life Story, op. 8 (Sopran, 2 Bassklarinetten, Kontrabass – arrangiert für Sopran und Klavier als op. 8a)
  - Living Toys, op. 9 (14 Solisten)
  - …but all shall be well, op. 10 (Orchester)
  - Sonata da Caccia, op. 11 (Barockoboe, Horn, Cembalo)
- 1994
  - Arcadiana, op. 12 (Streichquartett)
  - The Origin of the Harp, op. 13 (10 Solisten)
- 1995
  - Powder Her Face, op. 14 (Oper)
- 1995–1996
  - Traced Overhead, op. 15 (Klavier)
- 1996
  - These Premises Are Alarmed, op. 16 (Orchester)
- 1997
  - Asyla, op. 17 (Orchester)
  - Concerto Conciso, op. 18 (Klavier und 10 Solisten)
  - The Fayrfax Carol (SATB, optional Orgel)
- 1999
  - January Writ (SATB, Orgel)
  - America: a Prophecy, op. 19 (Mezzosopran, Chor, Orchester)
- 2000
  - Klavierquintett, op. 20
- 2001
  - Brahms, op. 21 (Klavier und Orchester)
- 2003–2004
  - The Tempest, op. 22 (Oper), UA: Covent Garden, London
- 2004
  - Scenes from The Tempest, op. 22a (Sänger und Orchester), UA: Covent Garden, London
- 2005
  - Court Studies from The Tempest (Klarinette, Violine, Cello, Klavier)
  - Concentric Paths: Violinkonzert, op. 23
  - Violinkonzert (Fassung für Violine und Kammerorchester), op. 24
- 2006
  - Studies from Couperin (Kammerorchester)
- 2007
  - Tevot (Orchester)
- 2008
  - In Seven Days: Klavierkonzert mit animierten Bildern (mit Tal Rosner)
- 2013
  - Totentanz für Orchester und 2 Singstimmen (Mezzosopran und Bariton)
- 2016
  - The Exterminating Angel, UA: Salzburger Festspiele (nach Film von Luis Buñuel: El ángel exterminador). Tom Cairns (dort Regie und Mitarbeit am Libretto)[10][11]
- 2020
  - Dante - Ballett in drei Teilen (Inferno, Purgatorio, Paradiso) für Orchester und Frauenchor[12]
- 2022
  - Air - Homage to Sibelius: für Violine und Orchester. UA: Lucerne Festival, Anne-Sophie Mutter, Lucerne Festival Contemporary Orchestra, Thomas Adès.[13]
- 2023
  - Forgotten Dances für Sologitarre[14]

## Aufführungen in Deutschland
- Oper Powder Her Face, Theater der Landeshauptstadt Magdeburg, deutsche Erstaufführung, September 1996, Inszenierung: Anja Sündermann, Dirigent: Mathias Husmann – Neuinszenierung im Schauspielhaus Magdeburg am 31. März 2018 mit Noa Danon in der Titelpartie
- Oper The Tempest, Oper Frankfurt, Erstaufführung in Deutschland/Premiere am 10. Januar 2010, Inszenierung: Keith Warner, Dirigent: Johannes Debus.
- Oper The Tempest, Theater Lübeck, Premiere am 12. März 2010, Inszenierung: Reto Nickler, Dirigent: Philippe Bach.
- Oper The Tempest, Staatstheater Kassel, Premiere am 17. Mai 2025, Regie: Julia Lwowski, Dirigent: Marco Comin.
- Sonata da caccia op. 11 und, gespielt vom Ensemble Modern, The Origin of the Harp op. 13 wurden am gleichen Abend von Adès im Holzfoyer der Frankfurter Oper dirigiert.
- Totentanz für Orchester und 2 Singstimmen, Hamburg Laeiszhalle, Hamburger Symphoniker, Jeffrey Tate, 18. September 2016

## Filmografie (Auswahl)
- 2018: Colette